# Biserica Sfinții Arhangheli din Lujerdiu
Biserica „Sfinții Arhangheli Mihail și Gavriil” din Lujerdiu, comuna Cornești, județul Cluj, a fost construită în secolul XVI. Lăcașul de cult figurează pe lista monumentelor istorice 2015, cod LMI CJ-II-m-B-07691.

## Istoric și trăsături
Are un plan dreptunghiular, necompartimentat, turn-clopotniță pe naos, absida semicirculară, nedecroșată, acoperită cu calote. Tradiția o atribuie lui Mihai Viteazul (1600). Importante transformări din 1684, de când posedă și câteva ancadramente cu profiluri în stilul Renașterii, și din secolul XIX.
Biserica a fost pictată de zugravul Ștefan Belindeanu din Nicula, în anul 1866.

## Imagini din exterior

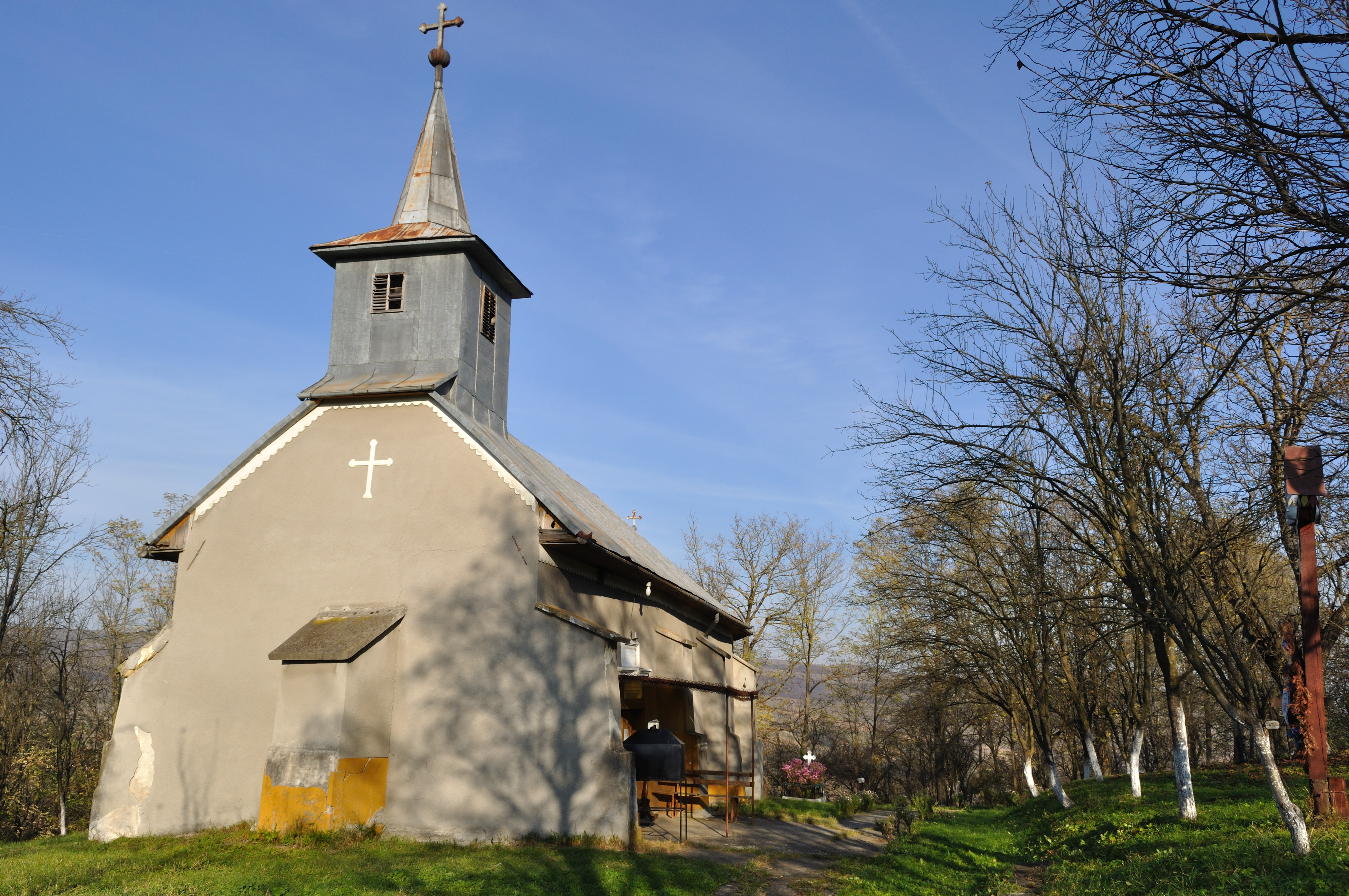
Biserica „Sfinții Arhangheli Mihail și Gavriil” din Lujerdiu, comuna Cornești, județul Cluj,  foto: octombrie 2010.
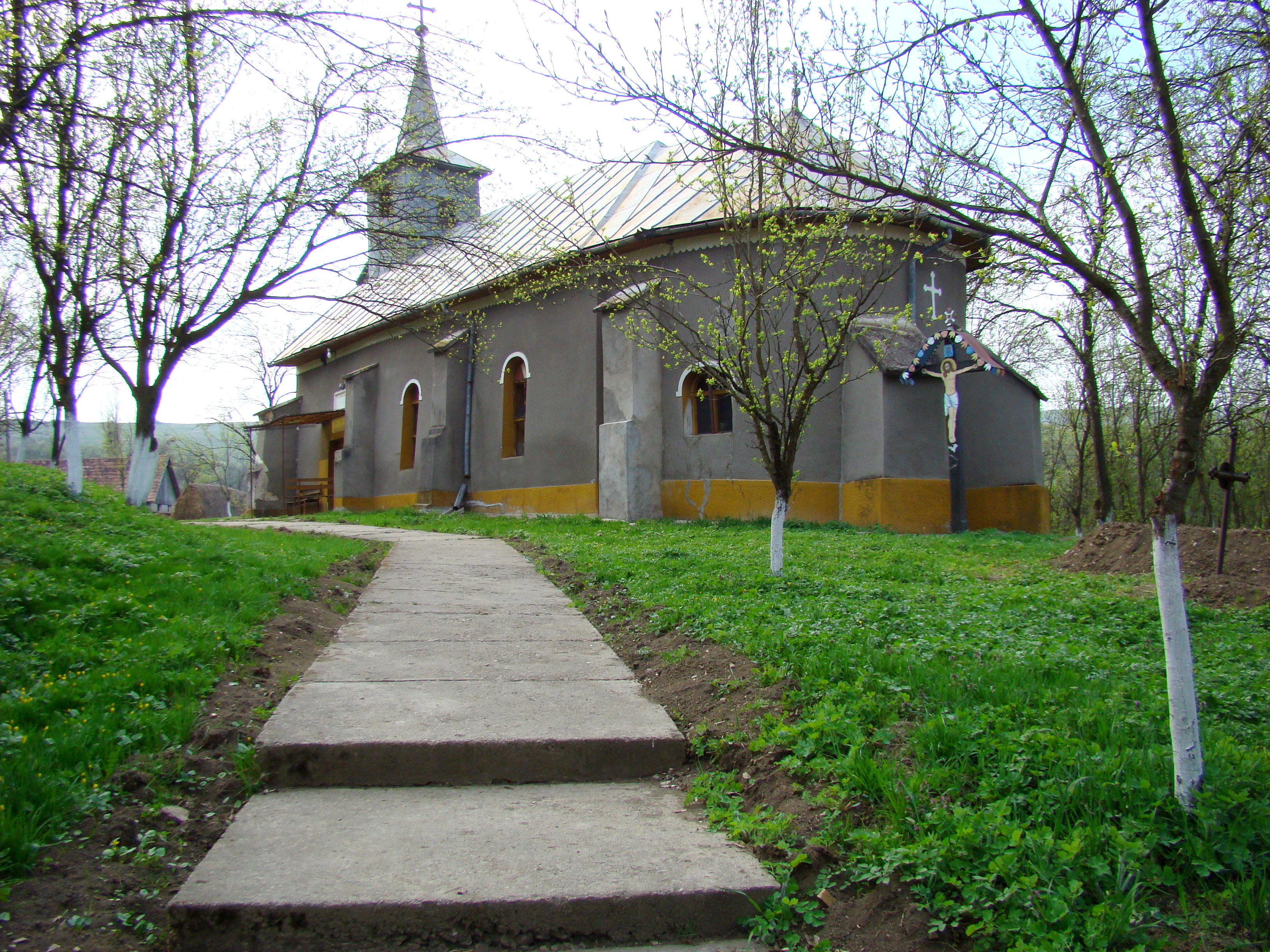
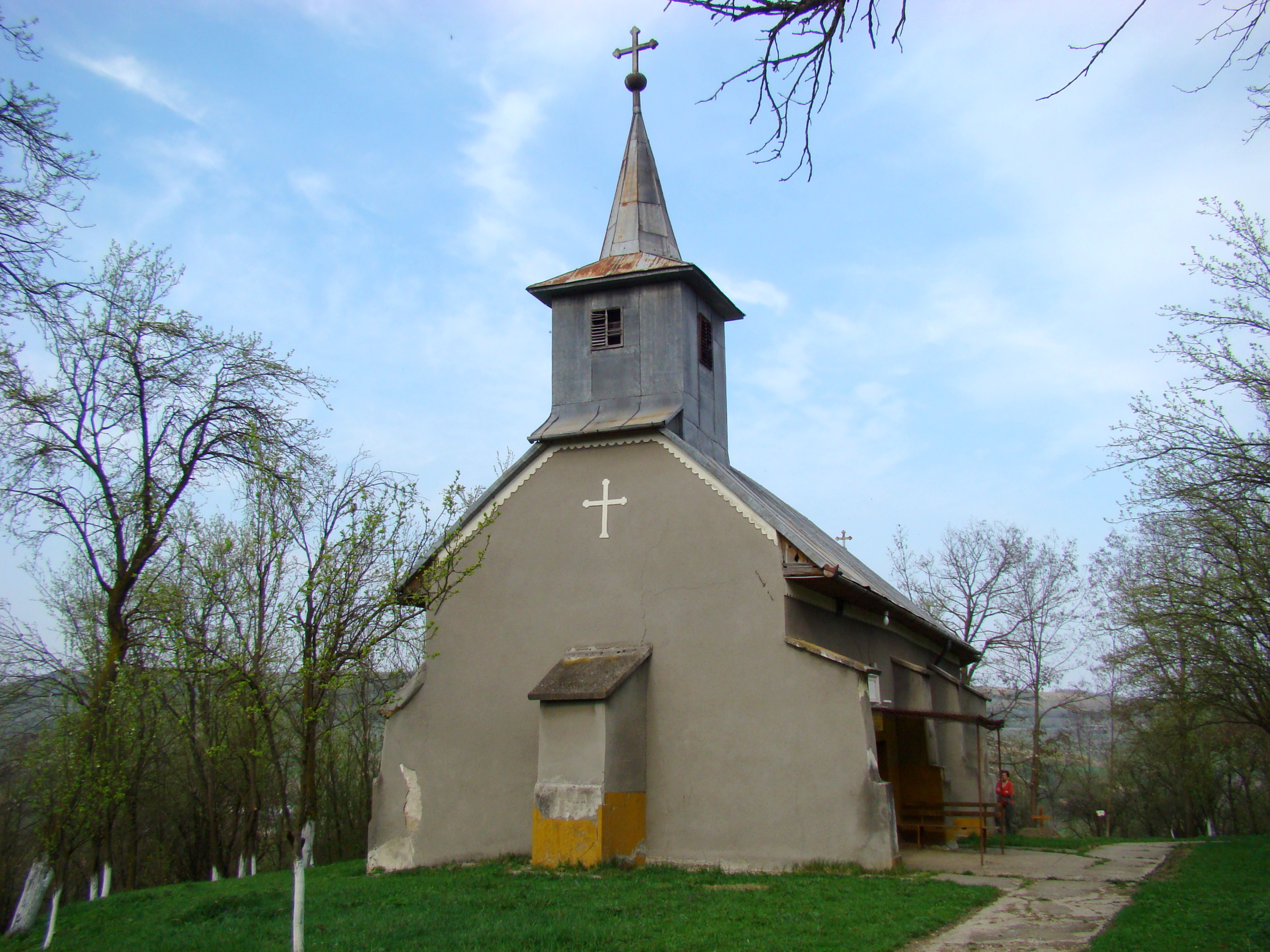
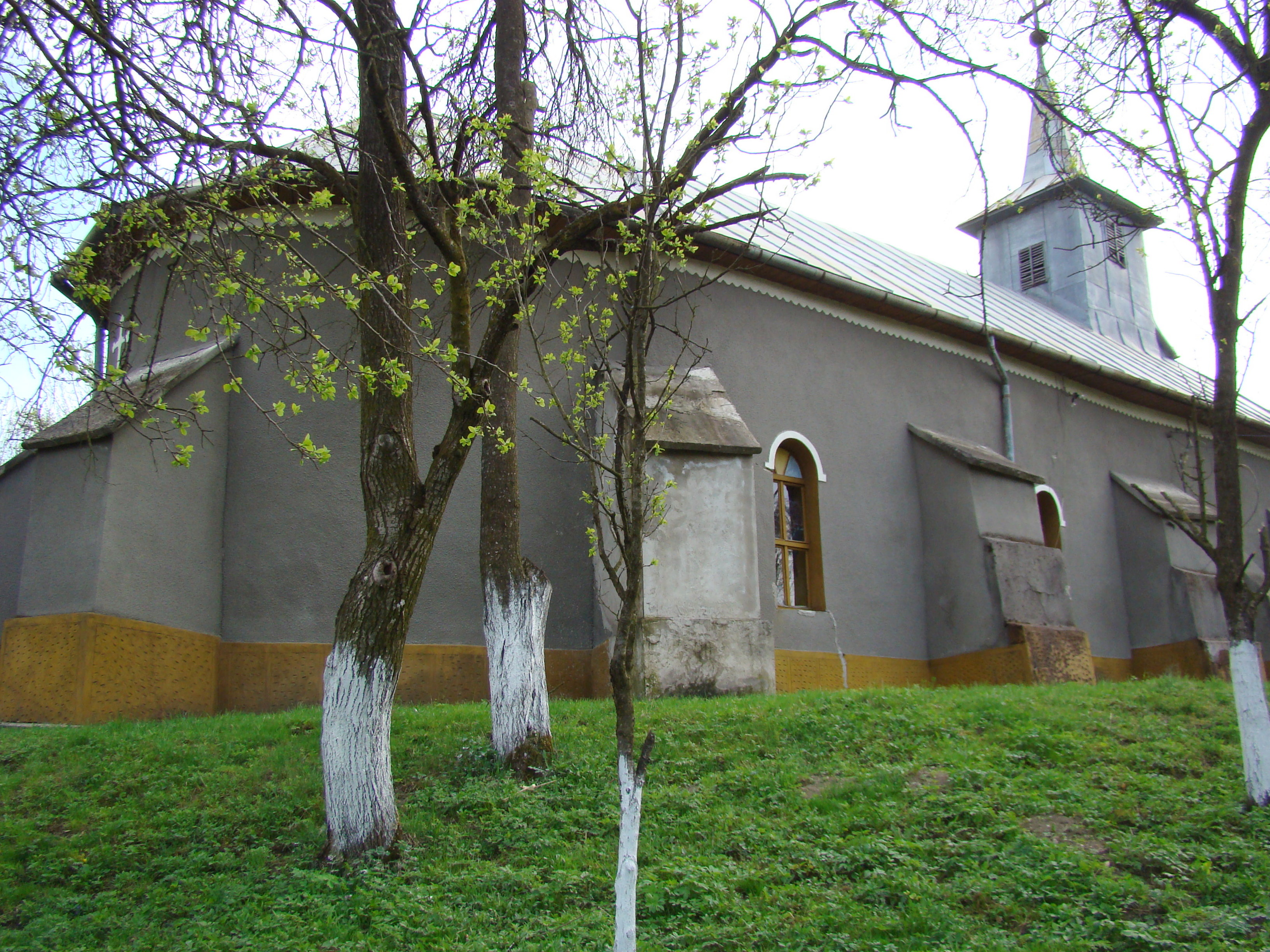
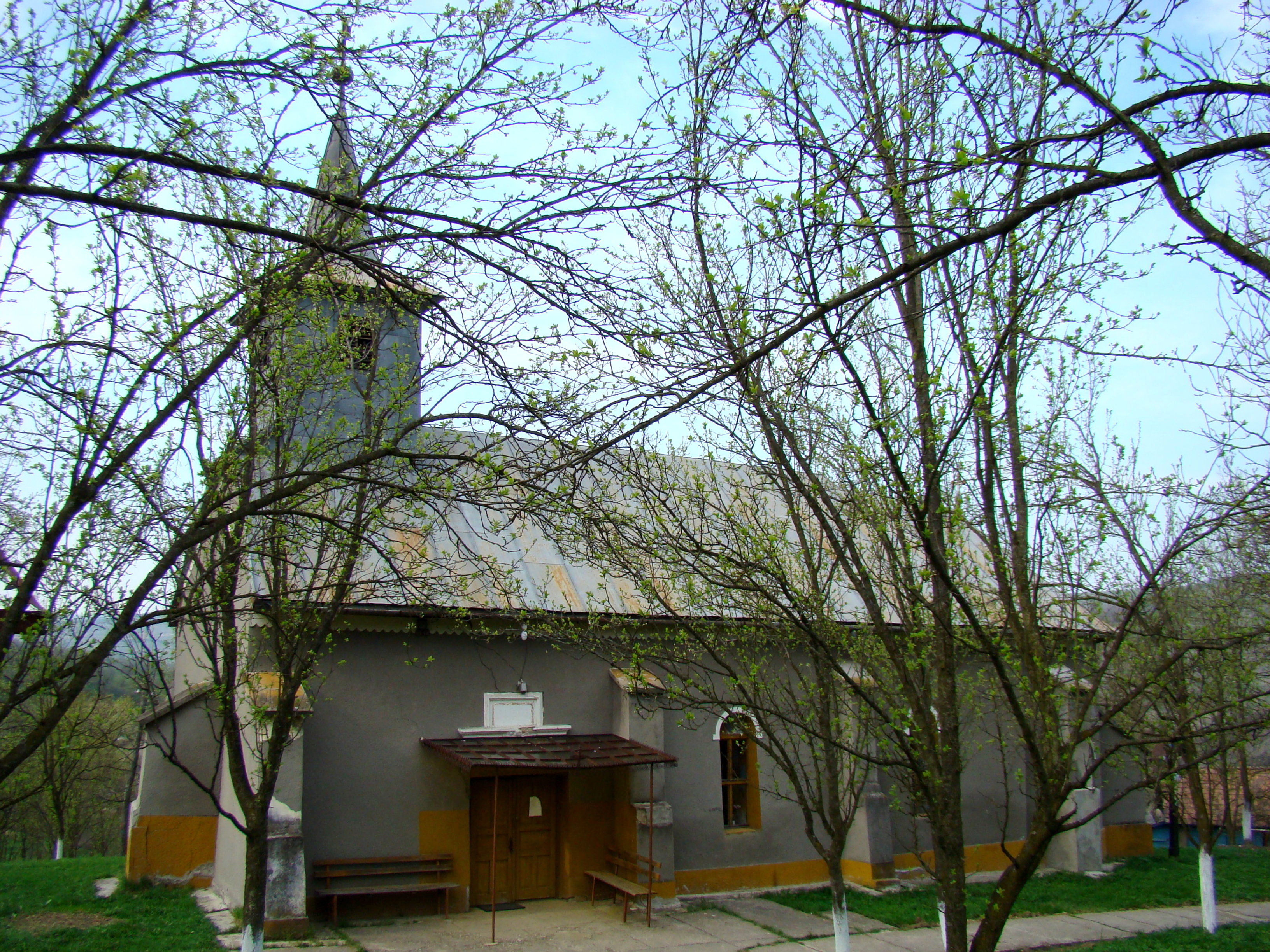
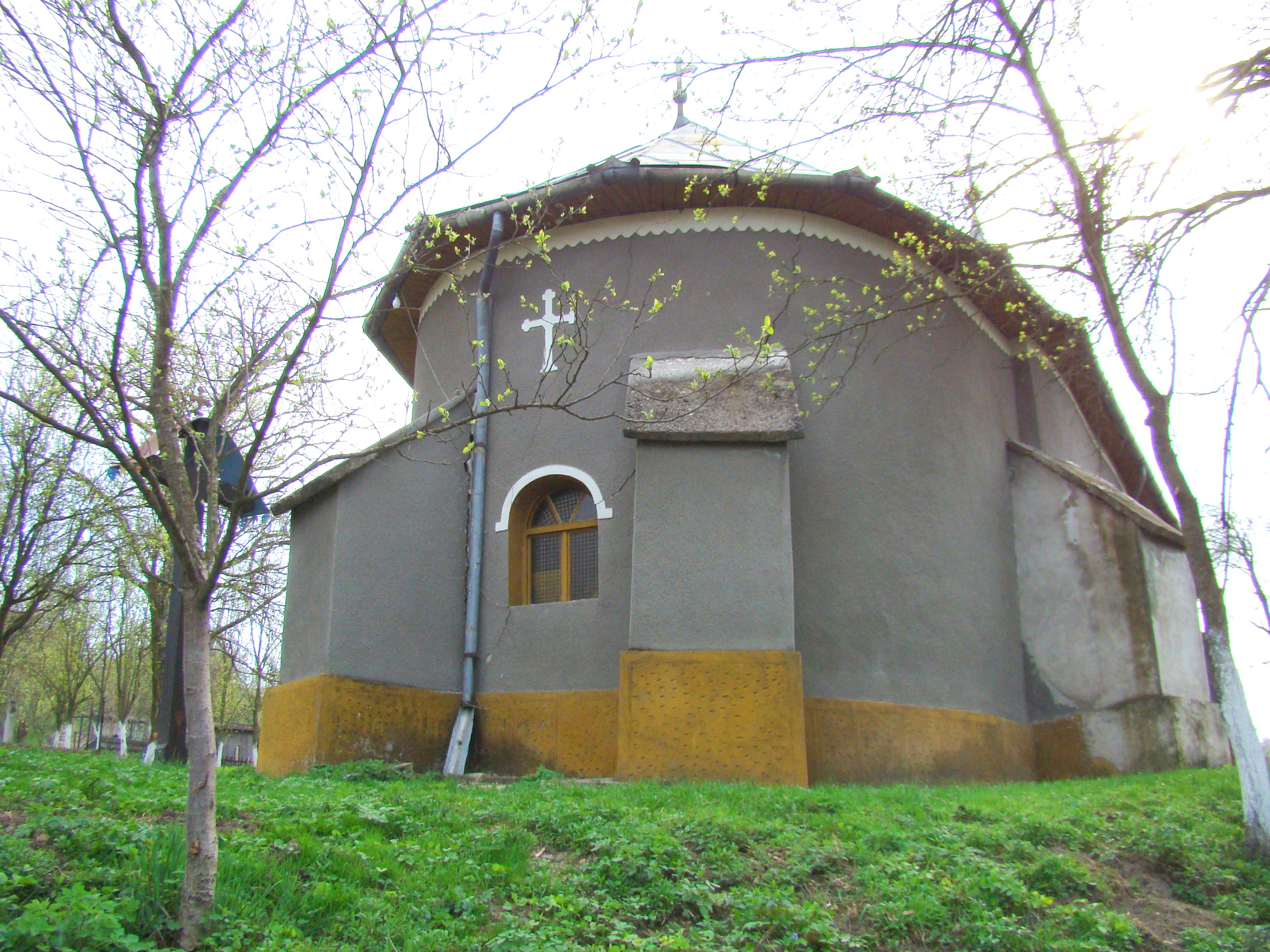
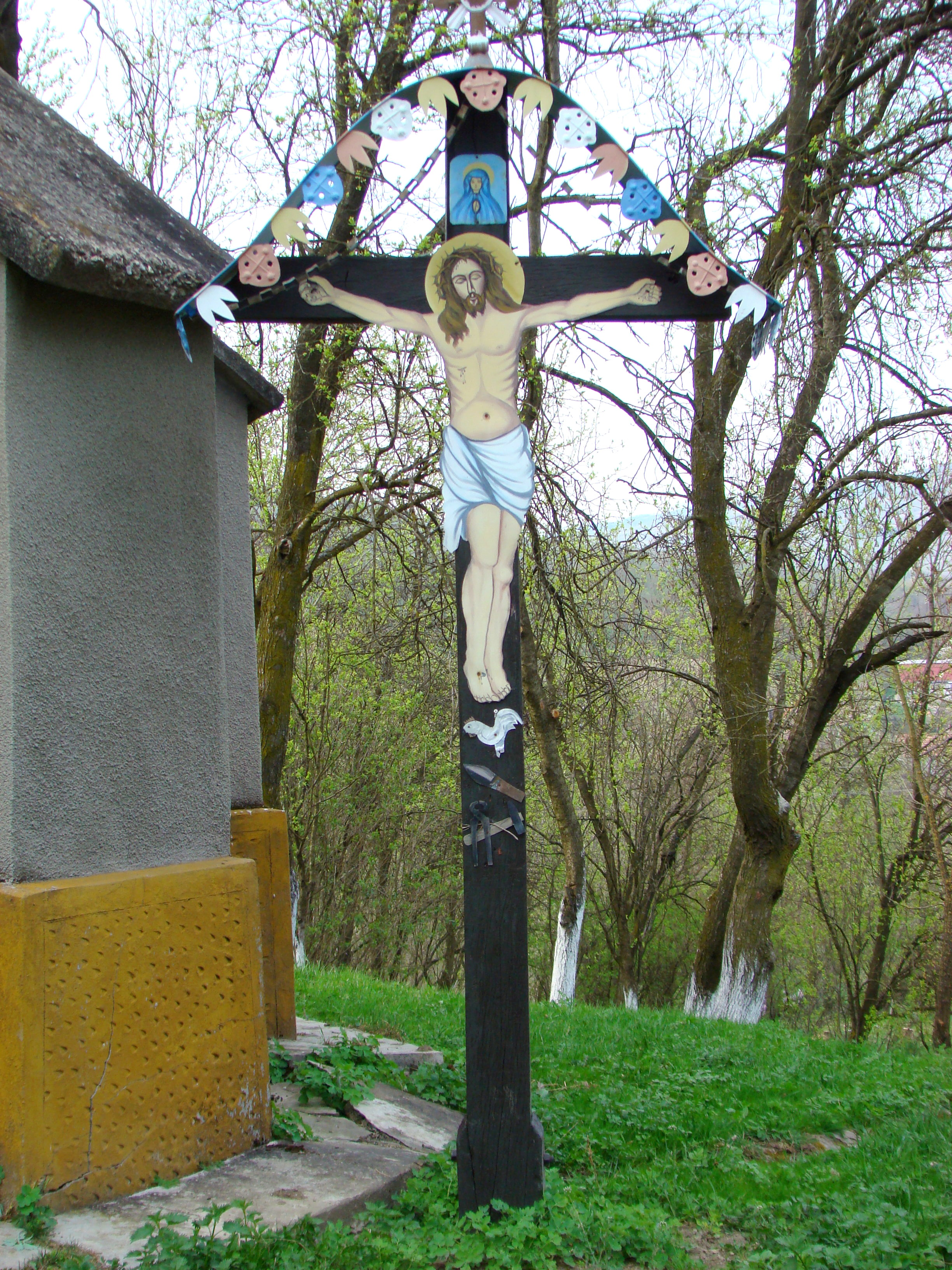

## Imagini din interior

Interiorul navei
Iisus binecuvântând
Maica Domnului cu Pruncul
preotul paroh Cristian Toderici